# 伊斯坦布爾特朗普大廈
伊斯坦布爾特朗普大廈（Trump Towers Istanbul）是一座位於土耳其伊斯坦布爾希什利的雙塔摩天大樓。其中一個是辦公樓，另一個則用來居住並有200套住房。 是歐洲最早出現的特朗普大廈之一。
用來居住的大廈裡有一個大型葡萄酒酒窖，可藏16,800瓶酒。

## 外部連結
- （土耳其文）/（英文） 官方网站